# Агіографія
Агіогра́фія (грец. άγιος «святий» і γράφω «пишу») (житійна література) — жанр літератури, в якому описується життя святих, просвітлених,  аскетів, монахів, монахинь чи ікон в будь-якій із світових релігій.
Також агіогра́фія, наукова дисципліна, що вивчає історію написання житій. Той, хто пише в цій царині, називається агіограф.

## Різновиди агіографії
Житія святих можуть вивчатися з історико-богословської, історичної, соціально-культурної і літературної точок зору. З історико-богословського погляду житія святих вивчаються як джерело для реконструкції богословських поглядів епохи створення житія, його автора і редакторів, їхніх уявлень про святість, порятунок і т. д. В історичному плані житія при відповідній історико-філологічній критиці виступають як джерело з історії церкви. У соціально-культурному аспекті житія дають можливість реконструювати характер духовності, соціальні параметри релігійного життя (зокрема, й народну релігійність), релігійно-культурні представлення суспільства. Житія, нарешті, складають чи не найбільшу частину християнської літератури, зі своїми закономірностями розвитку, еволюцією структурних і змістовних параметрів і так далі, і в цьому плані є предметом літературно-філологічного розгляду.
Агіографія поділяється за традицією (католицька, православна, орієнтальна), а всередині традицій за мовою і типом (житія святих, житія мучеників, житія просвітителів, житія святителів, житія преподобних тощо).
Православну традицію відображає житійна література на грецькій, грузинській, румунській мові, східнослов’янських і південнослов’янських мовах, а також, частково, на латині. Орієнтальна традиція відображена вірменською, коптською та ефіопською мовами. Сирійською і арабською мовами представлено 4 християнські агіографічні традиції: православна, орієнтальна (монофізитська), несторіанська (Церква Сходу) і маронітська (монофелітська, згодом Маронітська католицька церква). Римо-католицька агіографічна традиція відображена передовсім латинською мовою, а також національними західними і центральними європейськими мовами.
Грецька житійна література справила значний вплив на формування інших східних агіографічних традицій, перші пам'ятки яких зазвичай мали перекладний характер. Самобутні агіографічні традиції (за винятком пізньої ефіопської) складалися, як правило, паралельно з перекладами, але також під впливом візантійської агіографії. Тобто поступово навколо багатьох святих склалися комплекси різночасових і нерідко різножанрових текстів, що отримали в сучасній науці назву агіографічних досьє (legendae). Завдяки інтенсивному літературному обміну між Візантією і народами християнського Сходу багато житій, особливо стародавніх святих, збереглися у кількох редакціях на різних мовах. Тому східні житія доповнюють агіографічні досьє багатьох загальнохристиянських святих, а іноді формують досьє стародавніх святих, шанування яких збереглося лише у неправославних Східних Церквах або втрачене зовсім.
Особлива заслуга у вивченні східних житій належить П. Петерсу і М. ван Есбруку. Єдиним, хоча і неповним довідковим виданням зі східної агіографії до нинішього часу залишається «Bibliotheca Hagiographica Orientalis» Петерса (1910, 1954r). Спроби систематичного видання повних досьє належать Л. Клюні  та А. Венсінку . Пізніше східні житія публікувалися, як правило, або в серіях «Patrologia Orientalis» і «Corpus Scriptorum Christianorum Orientalium», або в періодичних виданнях.

### Довідники
- Павленко Г. І. Агіографія [Архівовано 25 квітня 2016 у Wayback Machine.] // Енциклопедія історії України : у 10 т. / редкол.: В. А. Смолій (голова) та ін. ; Інститут історії України НАН України. — Київ : Наукова думка, 2003. — Т. 1 : А — В. — 688 с. : іл. — С. 29—30.
- Т. Чайка. Агіографія // Філософський енциклопедичний словник / В. І. Шинкарук (гол. редкол.) та ін ; Інститут філософії імені Григорія Сковороди НАН України. — Київ : Абрис, 2002. — 742 с. — 1000 екз. — ББК 87я2. — ISBN 966-531-128-X.
- BHO: Bibliothèque hagiographique orientale / Éd. L. Clugnet. P., 1901-1905. 9 vol.
- Peeters P. Orient et Byzance: Le tréfonds oriental de l'hagiographie byzantine. Brux., 1950.
- Enciclopedia del Santi: Le Chiese orientali. R., 1998-1999. 2 vol.

- Агіографія [Архівовано 4 листопада 2021 у Wayback Machine.] // ВУЕ